# Poughkeepsie, New York

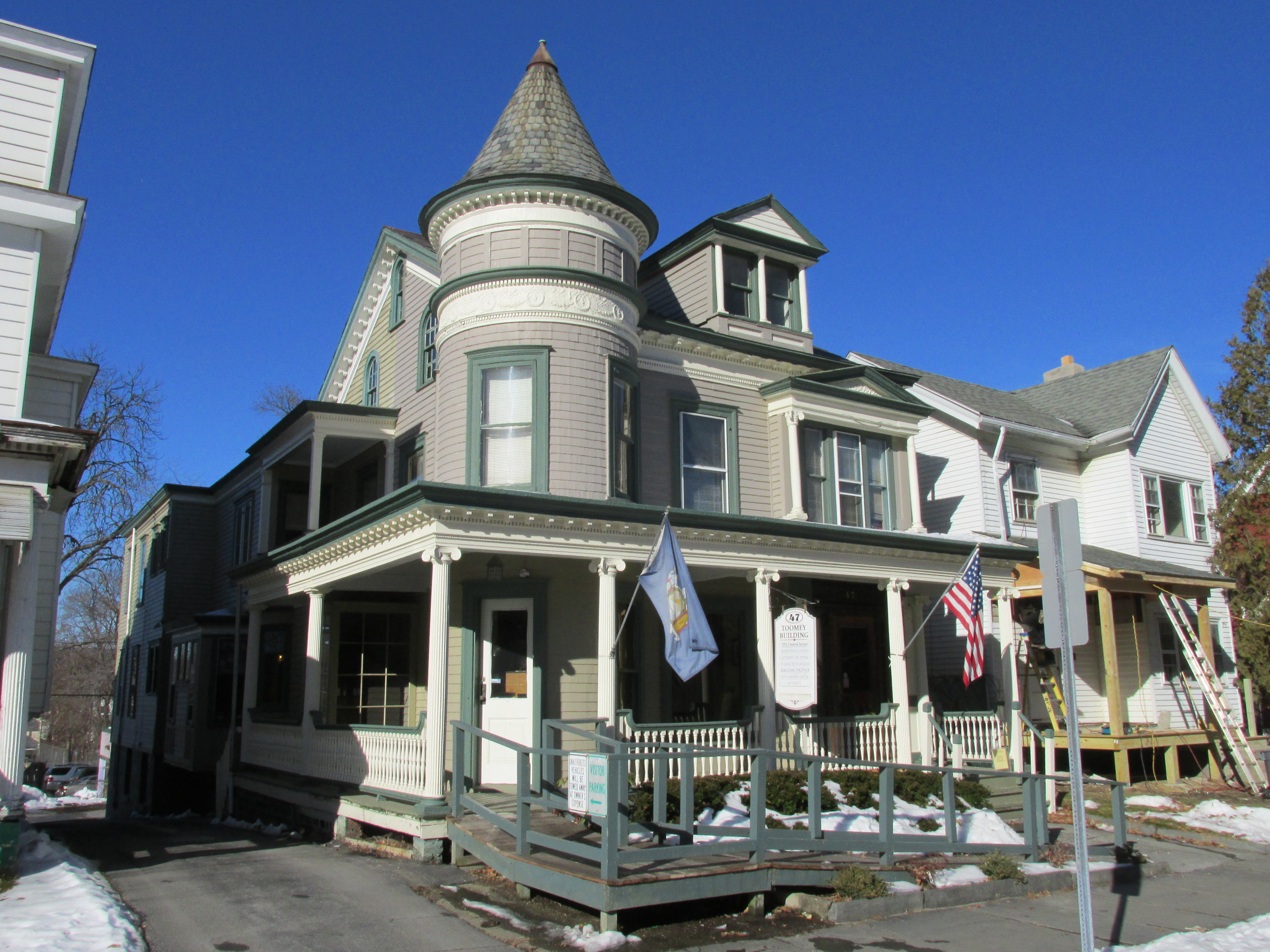

Poughkeepsie, New York là một thành phố thủ phủ quận Dutchess trong tiểu bang New York, Hoa Kỳ. Thành phố có tổng diện tích km², trong đó diện tích đất là km². Theo điều tra dân số Hoa Kỳ năm 2010, thành phố có dân số 30.355 người. Thành phố Poughkeepsie, New York là một phần của Vùng đô thị New York.
Poughkeepsie nằm trong thung lũng sông Hudson giữa thành phố New York và Albany. Tên xuất phát từ một từ trong ngôn ngữ Wappinger. Poughkeepsie được gọi là "thành phố Nữ hoàng của Hudson." Poughkeepsie là thành phố chính lớn nhất của khu vực đô thị Poughkeepsie-Newburgh-Middletown, bao gồm tất cả các quận Dutchess và Orange. Ban đầu nó có khu định cư người Hà Lan trong thế kỷ 17 và trở thành thủ phủ thứ hai của New York ngay sau cuộc Cách mạng Mỹ. Đó là điều lệ như một thành phố năm 1854. Cầu chính trong thành phố bao gồm cầu Poughkeepsie, một cầu đường sắt cũ hiện đang phục vụ như là một lối đi công cộng, và cầu Mid-Hudson, một đường chính được xây dựng vào năm 1930.